# Homeonema platygonon
Homeonema platygonon är en nässeldjursart som beskrevs av Maas 1893. Homeonema platygonon ingår i släktet Homeonema, och familjen Rhopalonematidae. Arten har ej påträffats i Sverige.